# Крысьи острова
Крысьи острова (англ. Rat Islands, алеут. Qax̂um tanangis, Ҟаҳум танаҥис) — группа в составе Алеутских островов, расположена к востоку от Ближних островов и к западу от пролива Амчитка и группы Андреяновских островов. Все острова являются необитаемыми. Получили своё название от Ф. П. Литке, посетившего их в 1827 году в ходе кругосветного плавания, так как на островах изобиловали крысы, ранее занесённые туда при крушении японского судна в 1780 году.

## География

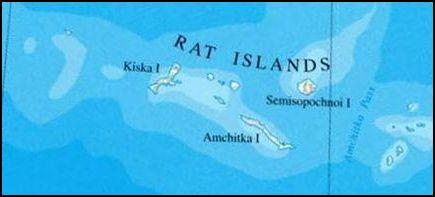

Острова группы с запада на восток: Булдырь, Кыска, Малая Кыска, Сегула, Крысий, Хвостова, Пирамид, Давыдова (к северу от которого лежит островок Лопи), Малый Ситкин, Амчитка и Семисопочный. Общая площадь архипелага — около 934,594 км². Острова преимущественно гористые (высоты до 1221 м, на острове Семисопочный). Имеются действующие вулканы. На Амчитке расположен заповедник морского бобра.
Крысьи острова находятся в сейсмически-активном регионе, на границе Тихоокеанской и Североамериканской тектонических плит. В 1965 году на островах произошло сильнейшее землетрясение магнитудой 8,7.

## История
Острова были открыты в XVIII веке русскими промышленниками.
Названы Крысьими в 1827 году Фёдором Петровичем Литке, посетившим Алеутские острова во время своего кругосветного путешествия.
Находящийся поблизости от Крысьих островов риф Булдырь (52°10′ с.ш., 176°25′ в.д.) назван по фамилии судового плотника пакетбота «Св. Пётр» экспедиции Беринга Степана Булдырева; в настоящее время название наносится на карты с искажением фамилии.
Расположенные на островах бухта Константина (51°26′ с.ш., 179°14′ в.д., название присвоено Д. Ф. Зарембо) и мыс Константина (51°24′ с.ш., 179°21′ в.д.) названы в честь великого князя Константина Павловича.
В 1867 году территория перешла в состав Северо-Американских Соединённых Штатов в результате сделки с Российской империей. Ныне входят в состав штата Аляска, образованного с 1959 года.